# Judiska museet

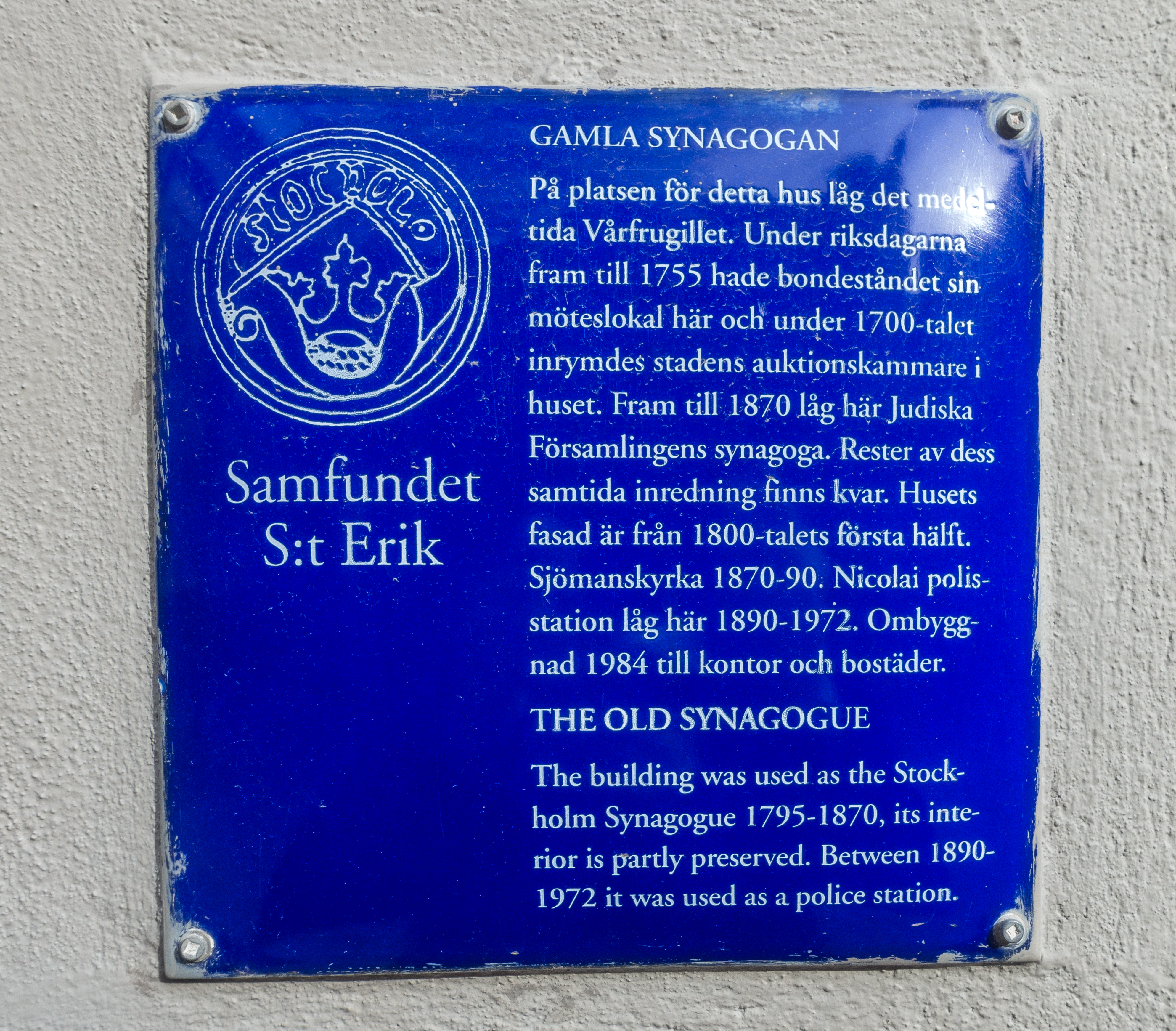
Historisk skylt på fasaden på Judiska museet.

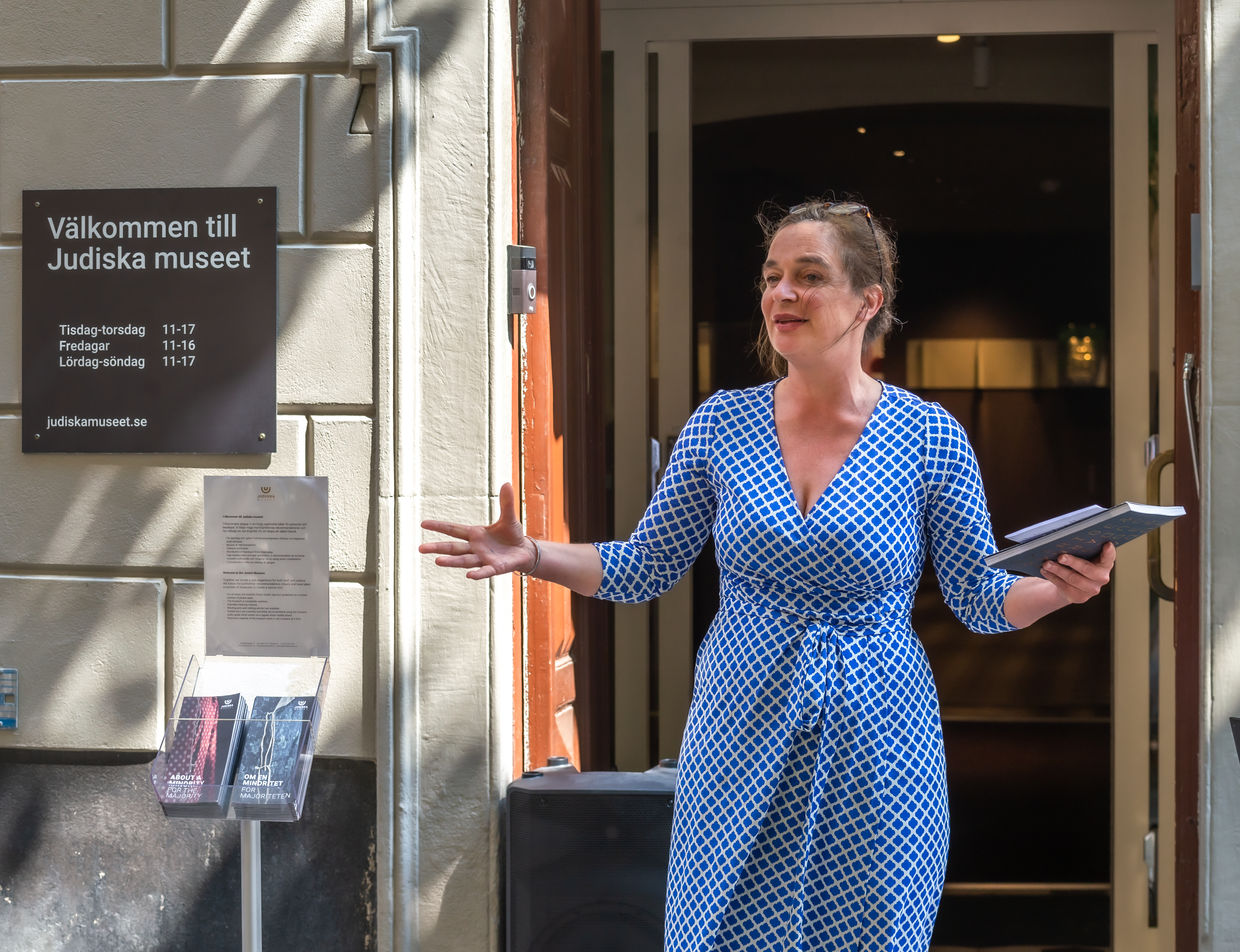
Museichef Christina Gamstorp invigningstalar i samband med museets nya guideturer 2021.

Judiska museet i Stockholm är ett museum beläget på Själagårdsgatan 19 i Kvarteret Cupido i Gamla stan där det återöppnade den 6 juni 2019. Museet är inhyst i Stockholms äldsta bevarade synagoga.
Museet grundades 1987 och låg i Frihamnen. Åren 1992–2016 inrymdes museet i en före detta skola, Vasa högre flickskola på Hälsingegatan. I museet visades föremål och miljöer med anknytning till judisk religion, tradition och historia. Det fanns en museiteater där multimediaföreställningar och filmer visades. År 1994 blev museet den första mottagaren av Svenska museiföreningens pris Årets museum.
Judiska museet grundades av paret Viola och Aron Neuman och invigdes 1987 av kulturministern Bengt Göransson.
Sedan 2019 ligger museet i Gamla stan. Den permanenta utställningen visar samlade föremål som relaterar till judiskt vardagsliv, historia och religion. Den tillfälliga utställningen uppdateras två gånger per år, och innehåller omväxlande konst, fotografi och pedagogiskt grundade utställningar. Museet har guidade turer för besökare och skolelever som får visningar av museets samlingar samt berättat för sig om judiskt liv.

## Tillfälliga utställningar
- 2002 - Kabbalah
- 2003 - Tälthelgedomen, Vid våra förfäders sida, Sex nakna judar
- 2004 - Raoul Wallenberg
- 2005 - Sverige, Sverige Fosterland
- 2006 - Judar i ett hörn, Exodus
- 2007 - Jerusalem tur och retur, Leva i två världar, Josef Frank
- 2008 - Fürstenberg i stan...!?, 1968
- 2009 - 2058, Cher Monsieur, Fatala Qvinna
- 2010 - Mago - den svenska scenens elegant, Franz Kafka och Bruno Schulz - gränslandets mästare
- 2011 - Superhjältar och antihjältar i tecknade serier - från Stålmannen till fröken Märkvärdig
- 2011–12 - Känner du Josephsons? En otrolig familjesaga!
- 2012 - Elsa Grünewald med kritan i hand - min bror Isaac målar också
- 2013 - Juden Jesus
- 2013–14 - Soul food - om judisk mattradition och kokkonst
- 2014–15 - En svensk framgångssaga...
- 2015–16 - Albumet från Auschwitz

## Bildgalleri från den permanenta utställningen (urval)

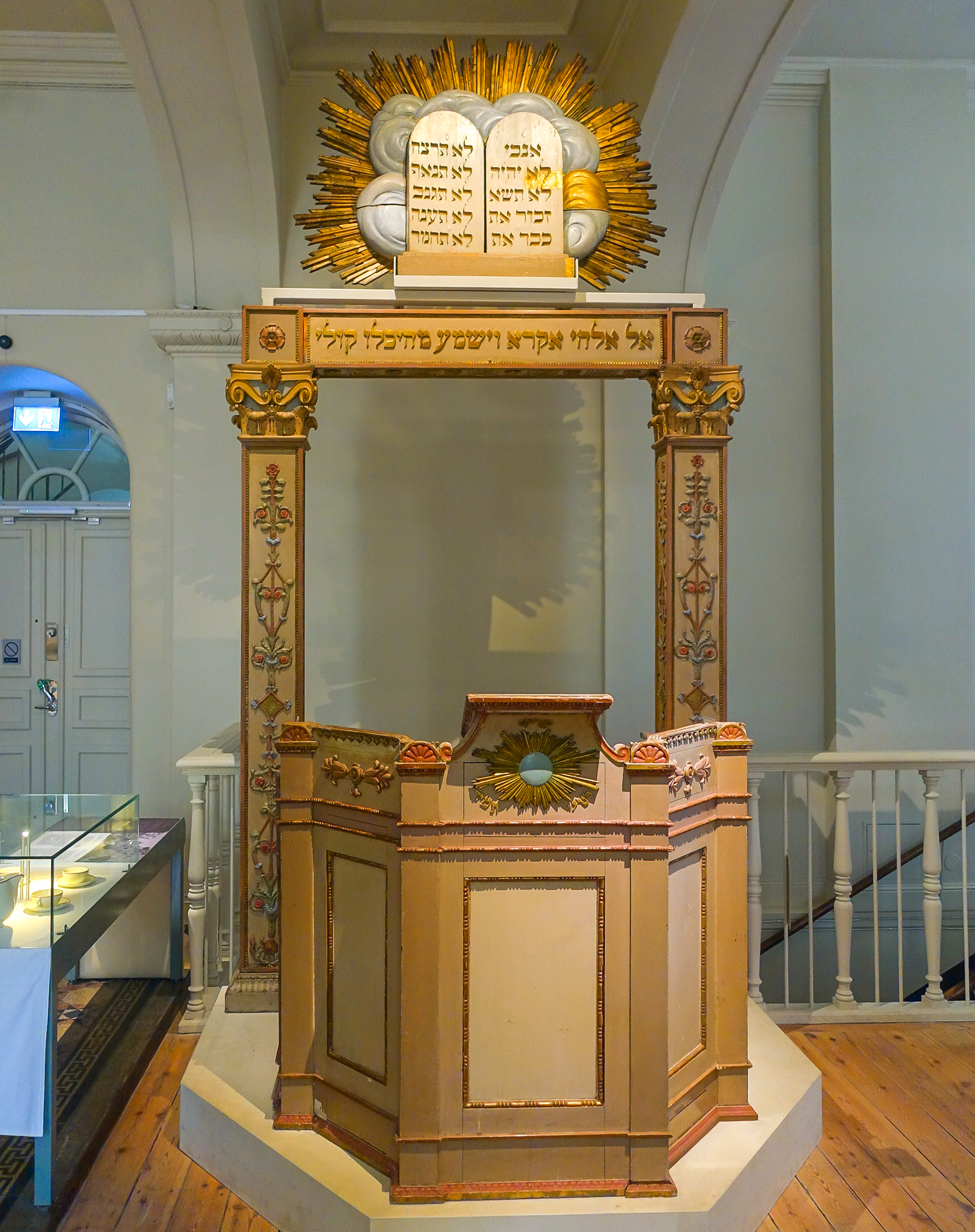
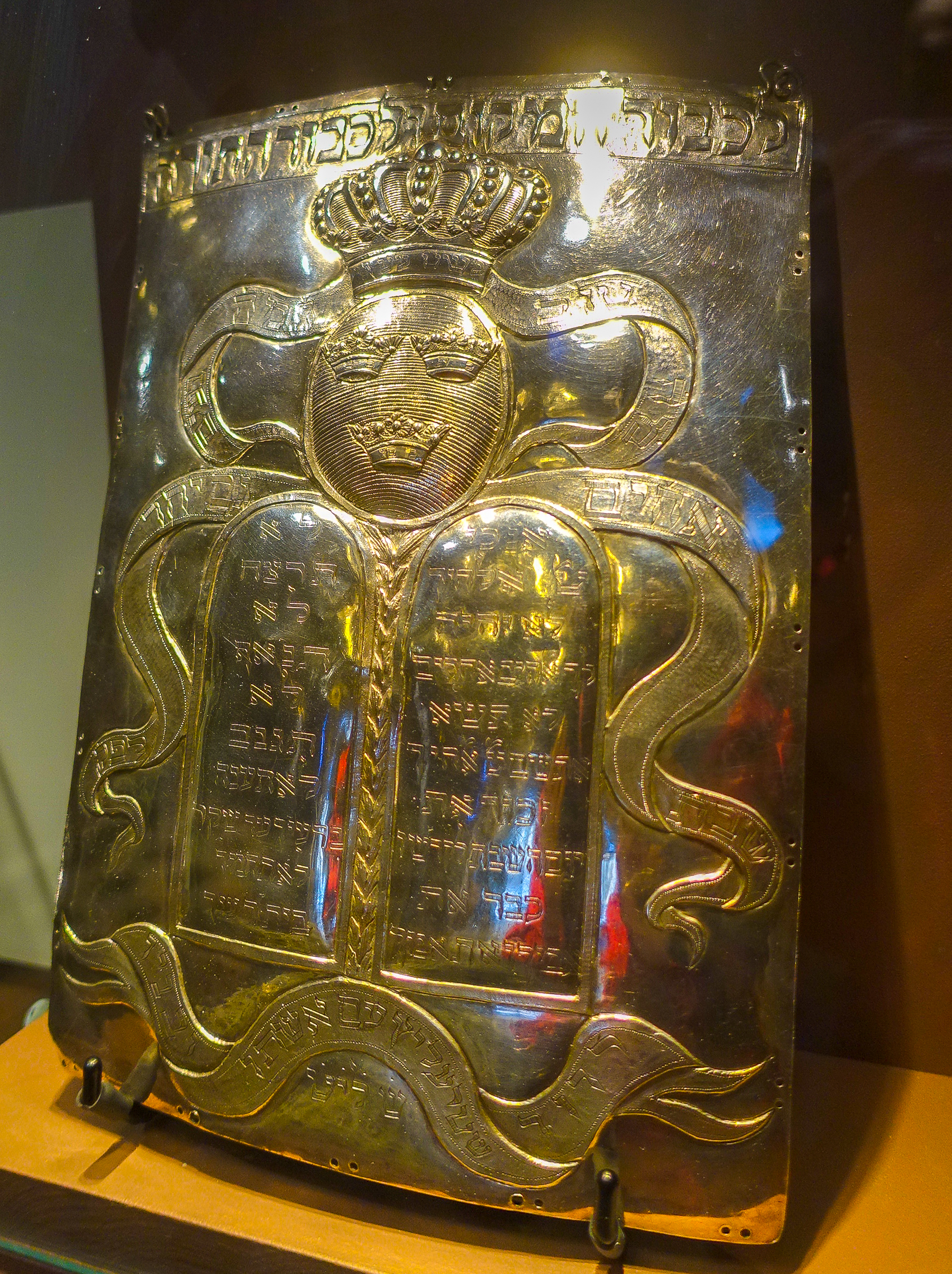
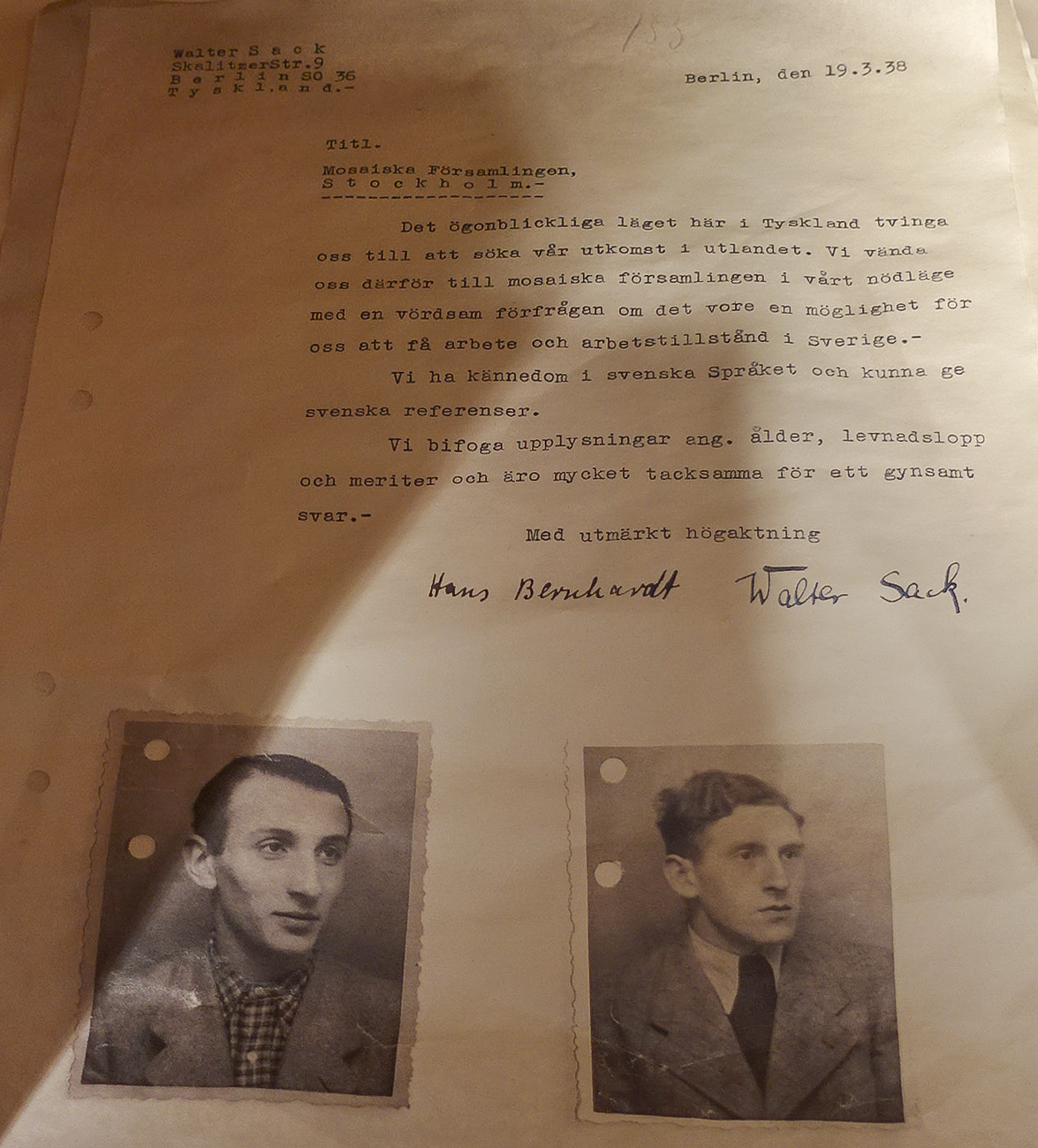
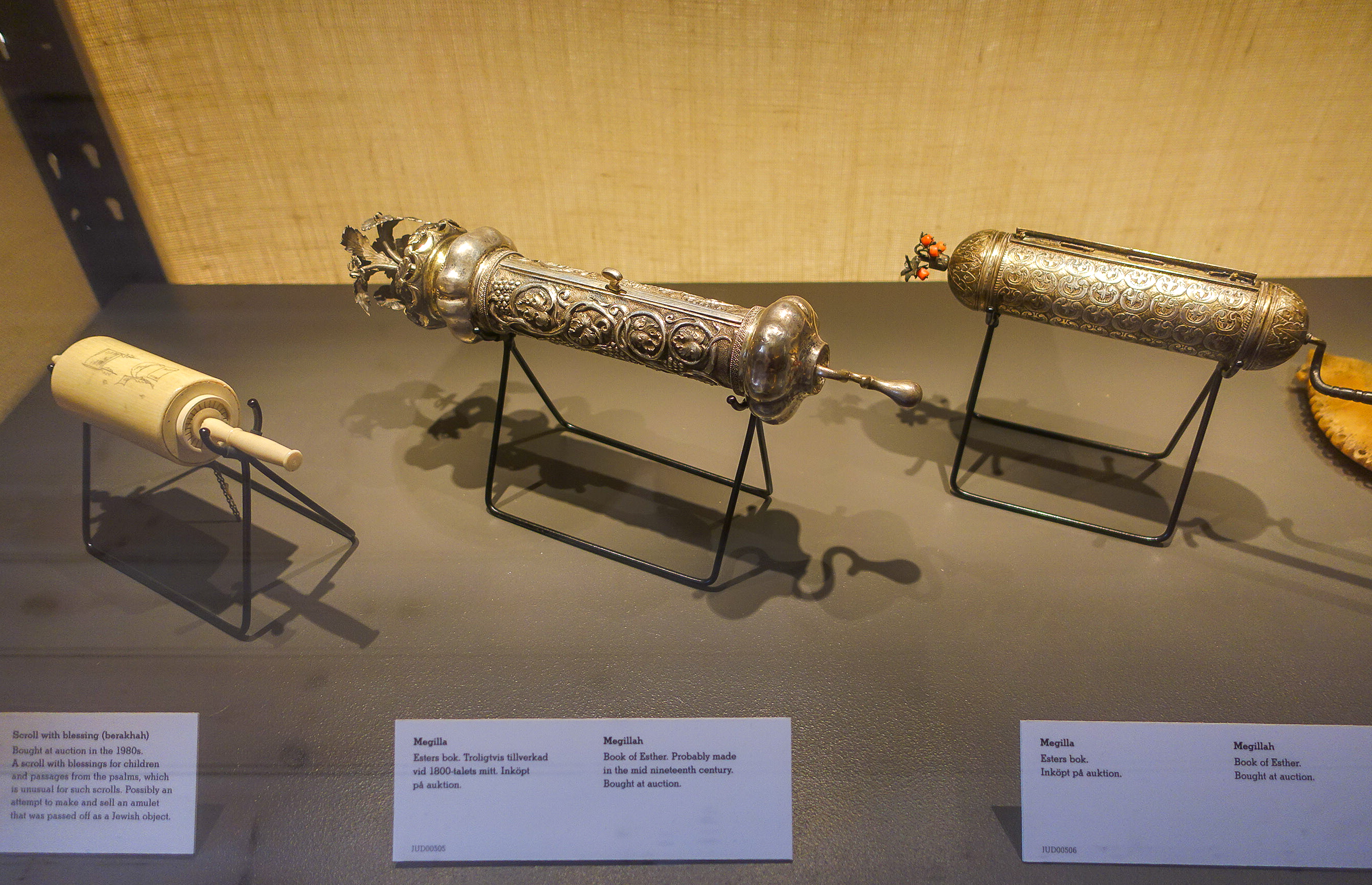
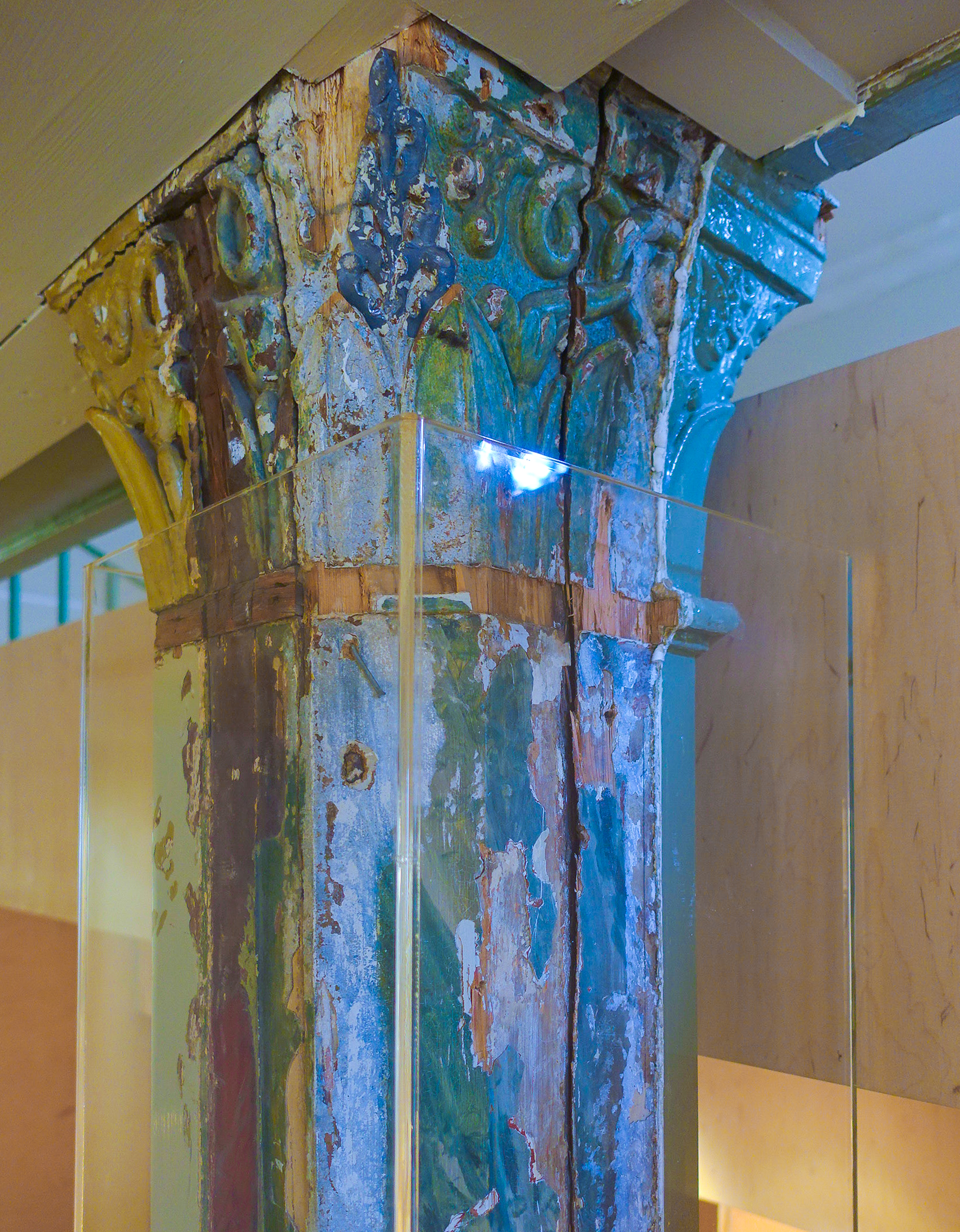
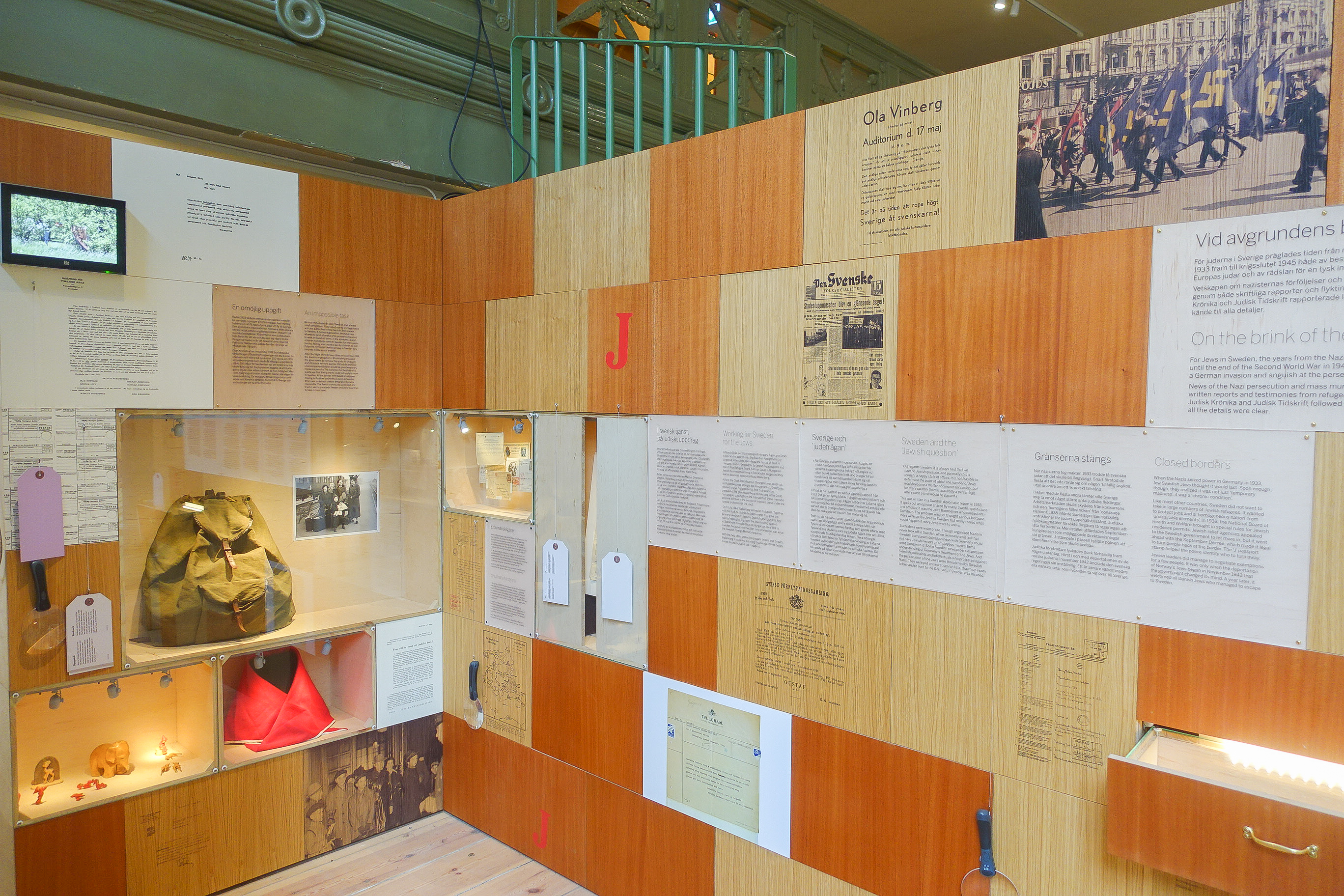
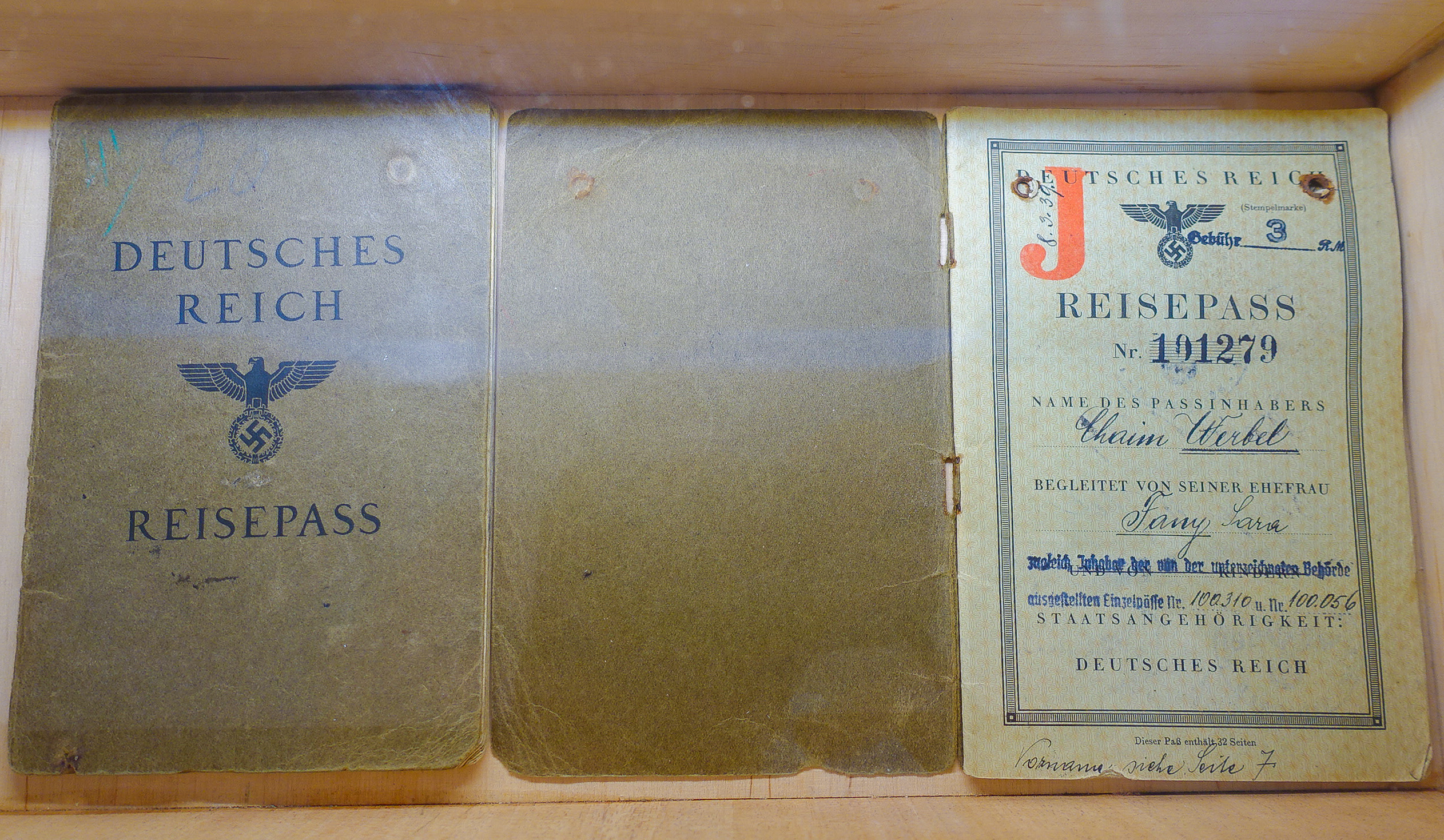
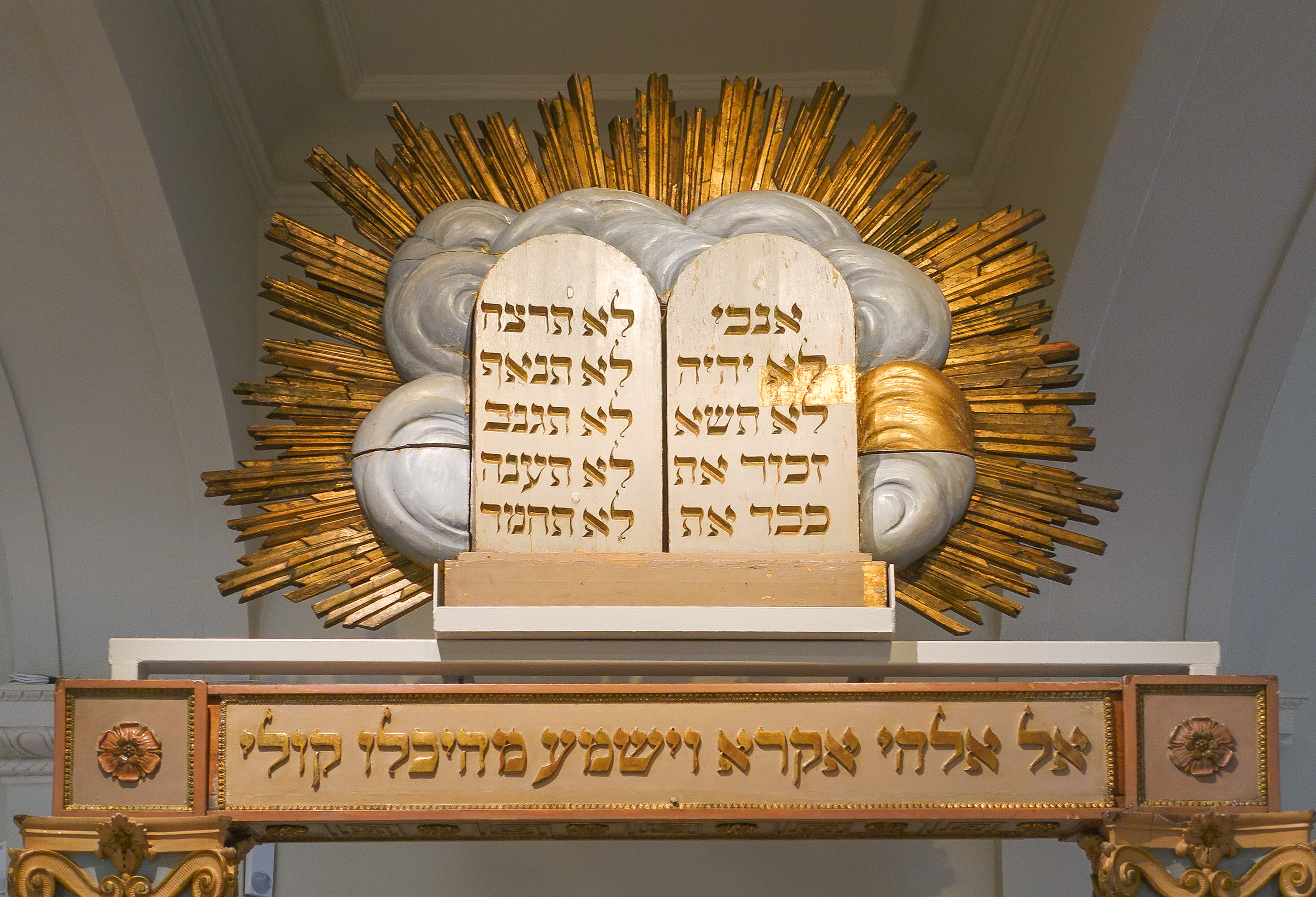
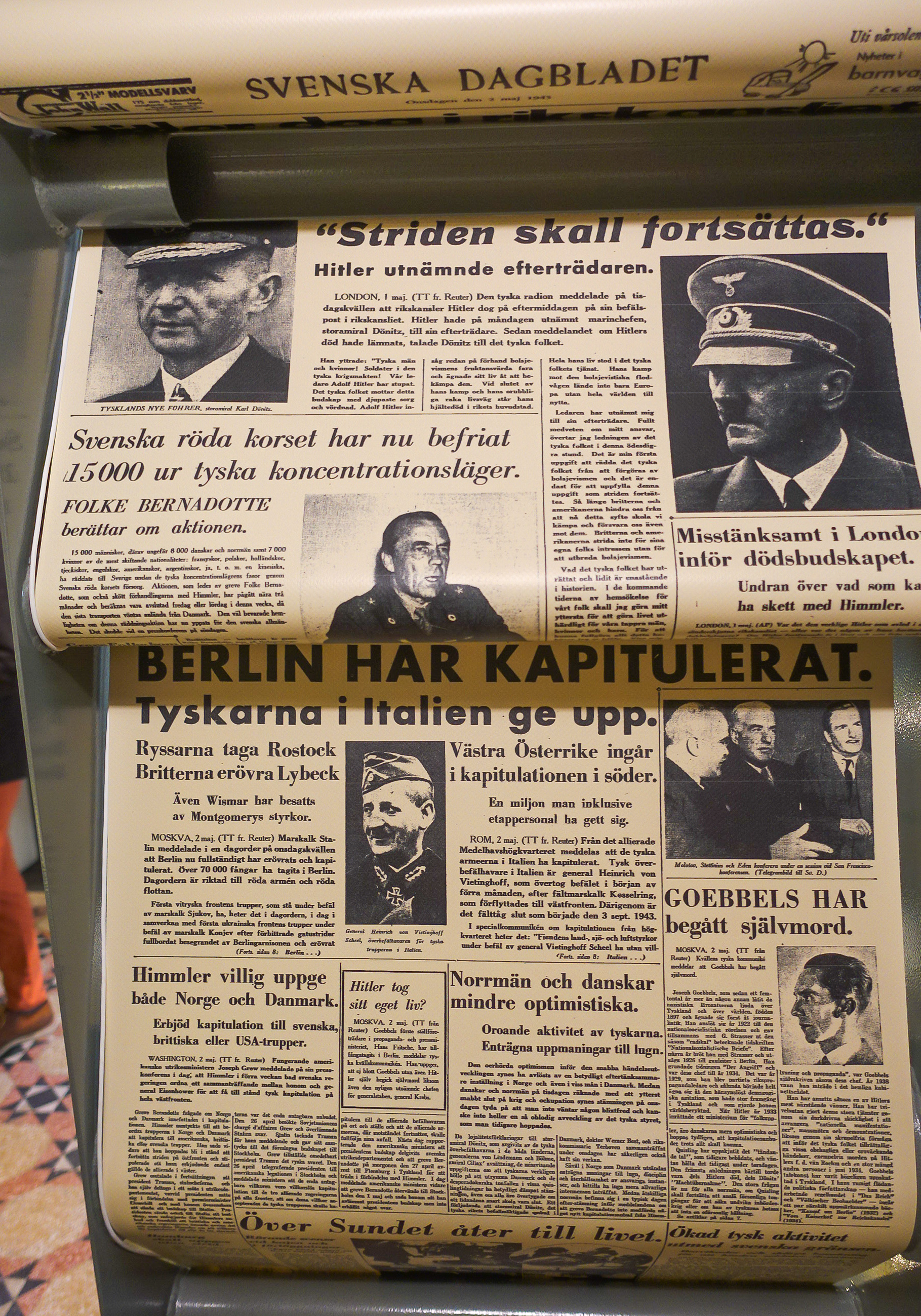
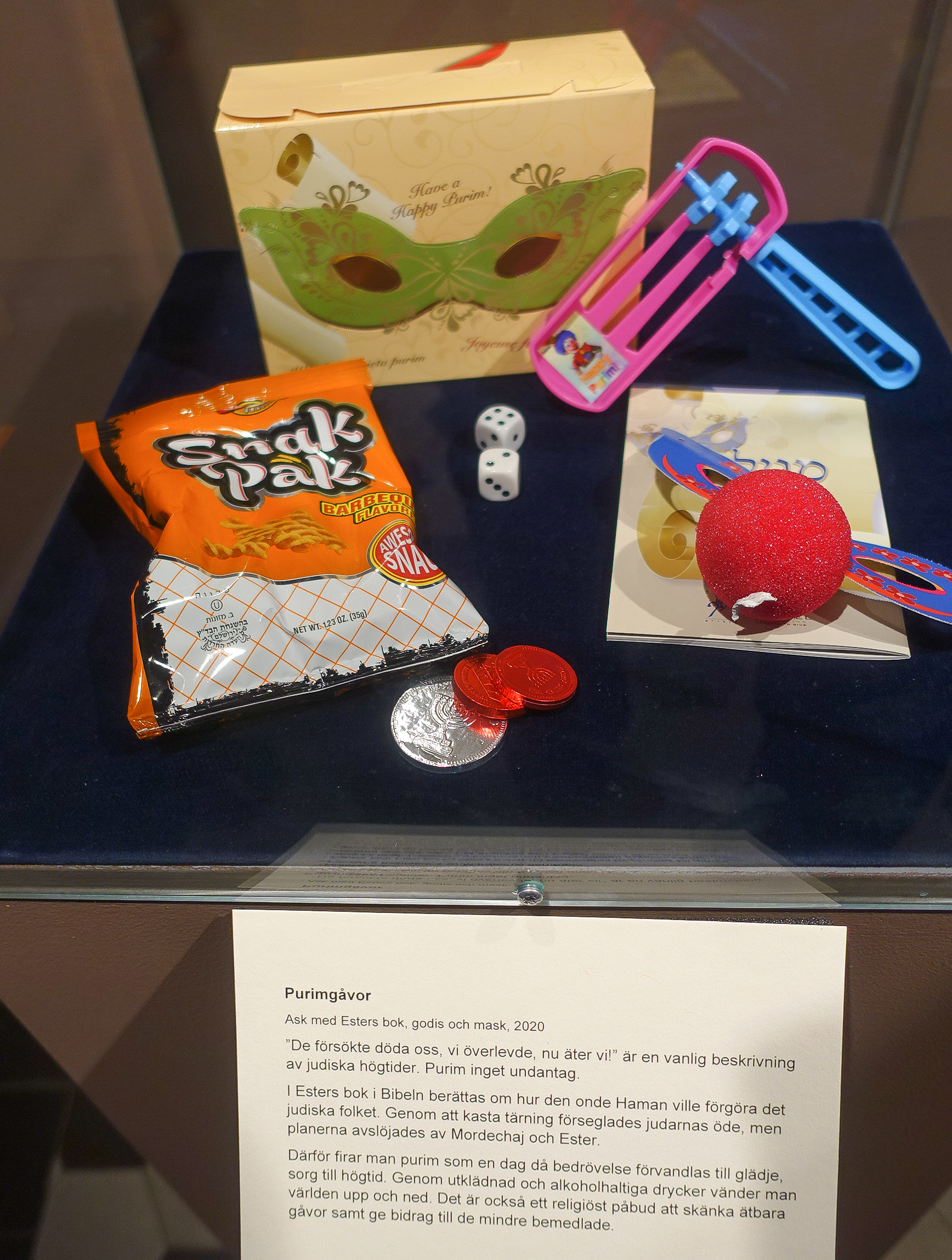